# Howard Cedar

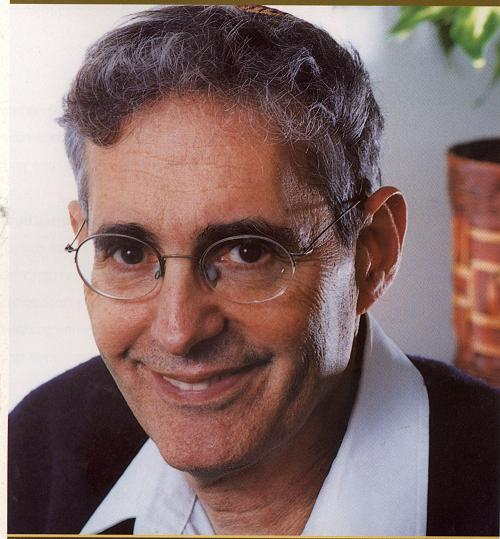
Howard Cedar (2008)

Howard Cedar (* 12. Januar 1943 in New York City) ist ein US-amerikanisch-israelischer Molekularbiologe und Genetiker und emeritierter Professor an der Hebräischen Universität Jerusalem.
Cedar konnte grundlegende Erkenntnisse über die Rolle der DNA-Methylierung bei der Genregulation gewinnen.

## Leben
Cedar erwarb 1964 am Massachusetts Institute of Technology einen Bachelor in Mathematik und 1970 einen kombinierten M.D. und Ph.D. an der New York University, wo er auch zunächst in der Abteilung für Pathologie als Assistenzarzt arbeitete. Anschließend war er bei James H. Schwartz und Eric R. Kandel am Public Health Research Institute in New York Forschungsassistent, bevor er 1971 zu Gary Felsenfeld an das National Institute of Diabetes and Digestive and Kidney Diseases (NIDDK) wechselte.
1973 emigrierte Cedar nach Israel. Seit diesem Jahr arbeitete Cedar an der Abteilung für zelluläre Biochemie an der Hebräischen Universität Jerusalem, zunächst als Lecturer, dann als Senior Lecturer und Associate Professor, zuletzt als ordentlicher Professor. Seit 2013 zählt ihn Thomson Reuters aufgrund der Zahl seiner Zitationen zu den Favoriten auf einen Nobelpreis (Thomson Reuters Citation Laureates).
2003 wurde er Mitglied der Israelischen Akademie der Wissenschaften. 2011 wurde er zum ordentlichen Mitglied der Academia Europaea gewählt, 2022 in die National Academy of Sciences.
Sein Sohn, Joseph Cedar, ist Filmregisseur.

## Auszeichnungen (Auswahl)
- 1999 Israel-Preis in Biologie
- 2008 Wolf-Preis in Medizin (mit Aharon Razin)[5]
- 2009 EMET-Preis (mit Aharon Razin)
- 2011 Canada Gairdner International Award[6]
- 2012 Ehrendoktorat der Ben-Gurion-Universität im Negev[7]
- 2012 Rothschild-Preis
- 2016 Louisa-Gross-Horwitz-Preis[8]